# François-Gabriel Lépaulle
François-Gabriel Lépaulle (Versailles, 21 gennaio 1804 – Ay, 28 agosto 1886) è stato un pittore e costumista francese, appartenente alla Scuola di Barbizon.

## Biografia
Allievo di Jean-Baptiste Regnault, Horace Vernet e Jean-Victor Bertin presso l'École nationale supérieure des Beaux-Arts, debuttò al Salone di Parigi nel 1824 con il dipinto L'invenzione della lira.

Acquisì notorietà grazie alla serie di ritratti per la galleria del Palazzo di Versailles, tra cui si ricordano quello di Napoleone III e dell'ammiraglio Henri de Rigny.

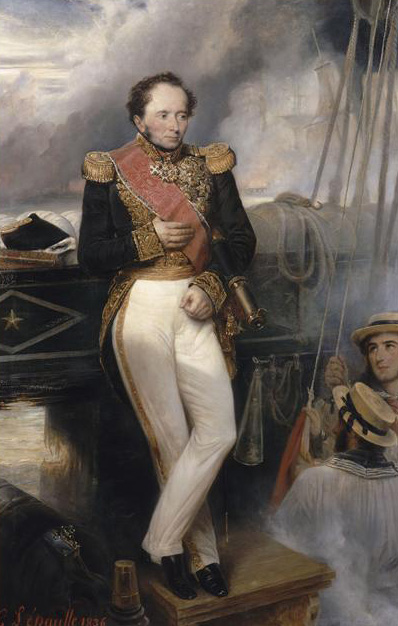
L'ammiraglio Rigny, 1836

In anni successivi decorò alcune chiese parigine, tra cui Saint-Merri e Saint-Vincent-de-Paul e disegnò i costumi di scena per Roberto il diavolo, di Giacomo Meyerbeer, per la rappresentazione all'Opéra di Parigi del 1835.
Nel 1855 un suo dipinto fu messo in mostra all'Esposizione universale di Parigi.
Tra i suoi allievi, si ricorda Philipp Arons, pittore di genere.

## Opere
Alcuni suoi dipinti sono conservati nella biblioteca dell'Opéra, nel Museo della arti decorative e nel Museo Carnavalet di Parigi, nel Museo di storia della Francia di Versailles e nel Museo di belle arti di Budapest.

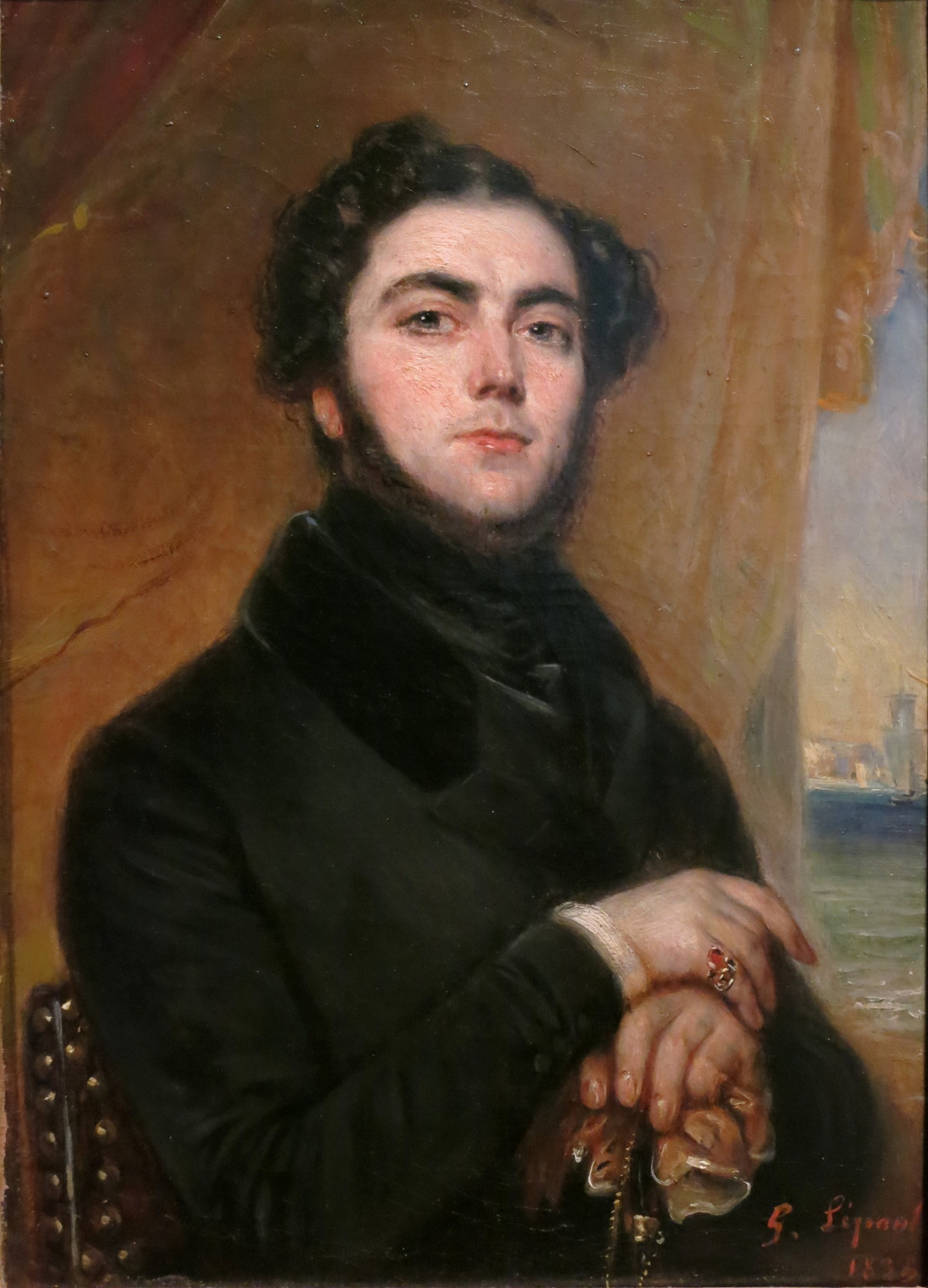
Ritratto di Eugène Sue, 1835

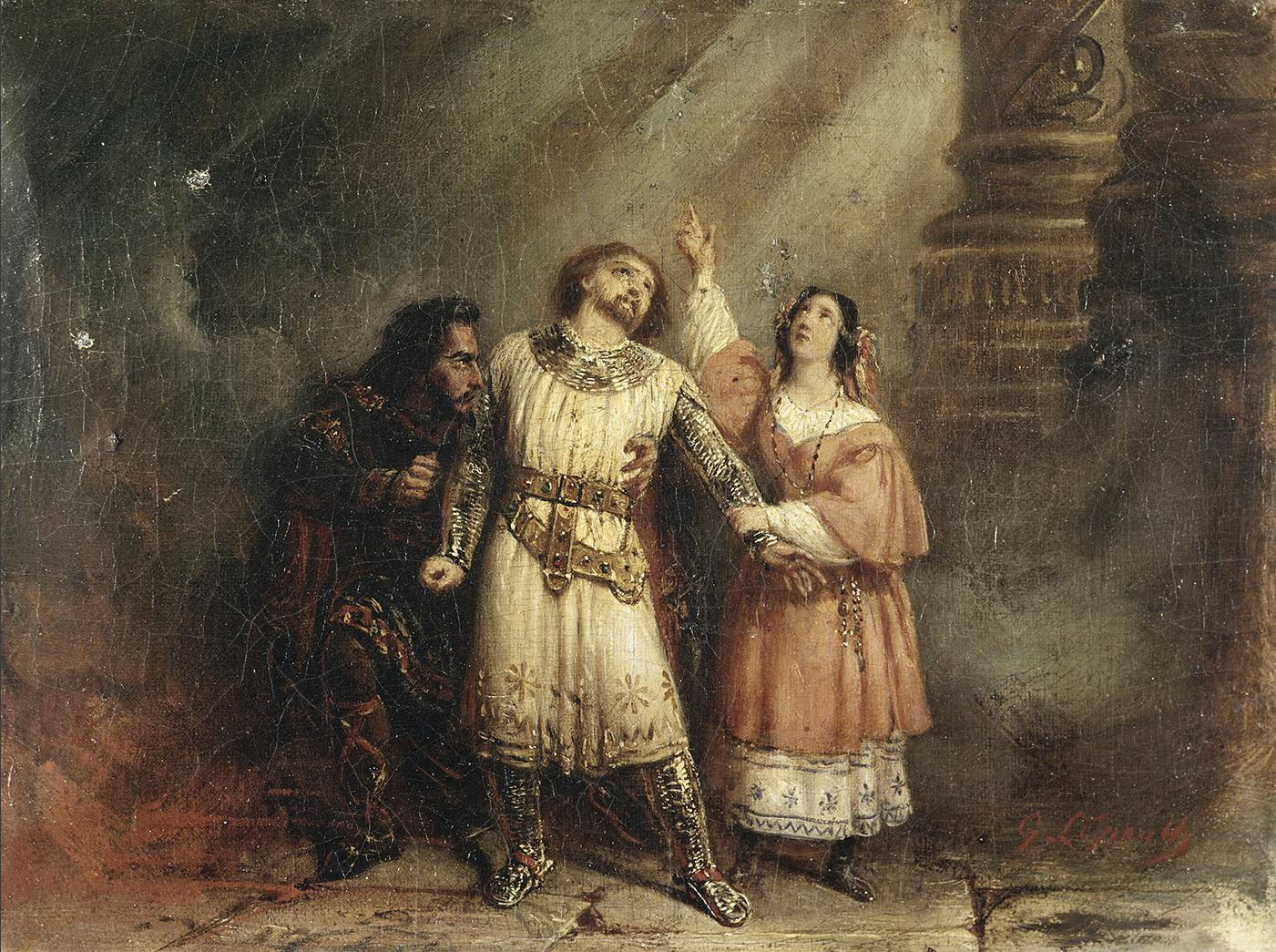
Roberto il diavolo (1), 1835

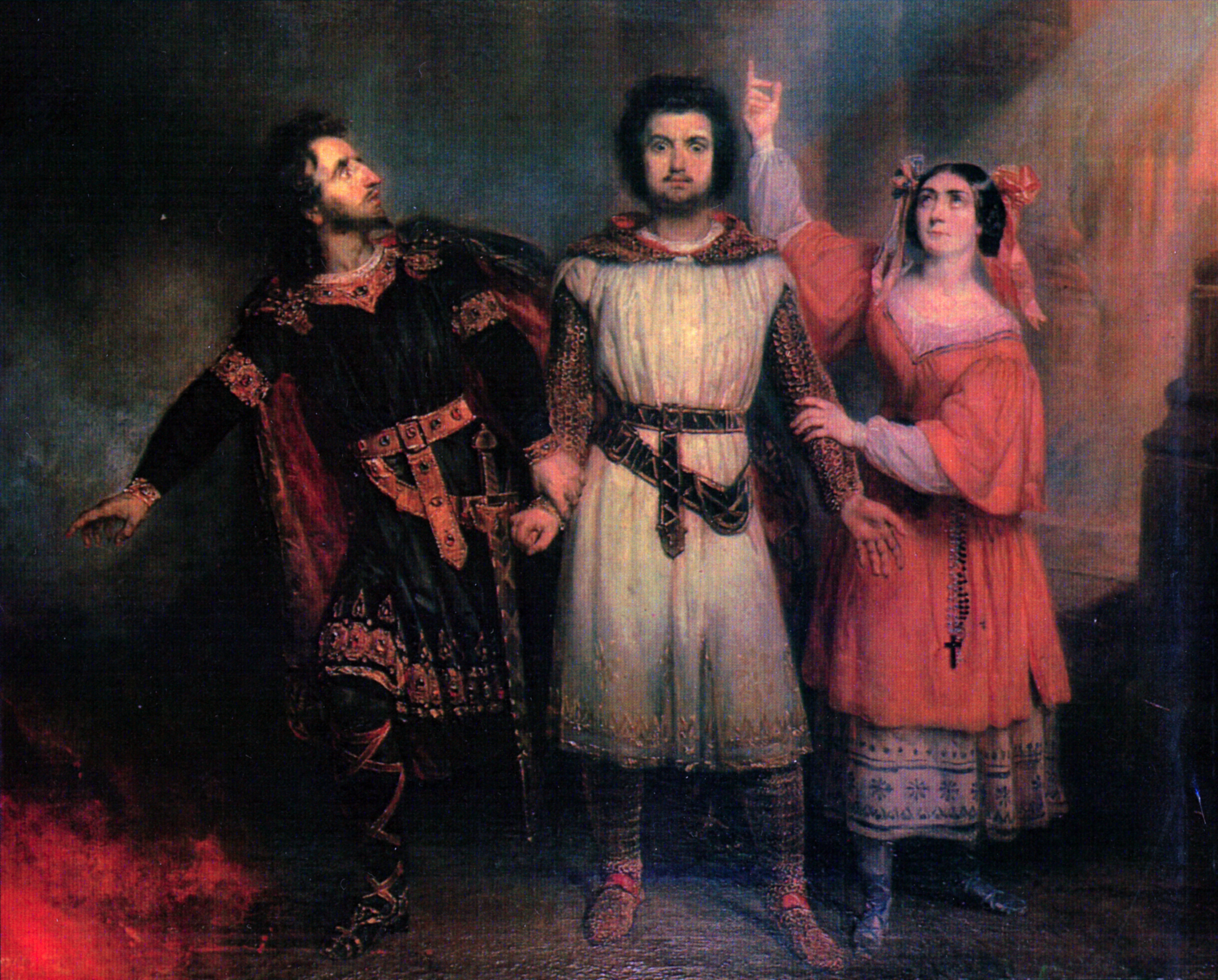
Roberto il diavolo (2), 1835